# Masters de París 2000
El Masters de París 2000 fue un torneo de tenis jugado sobre moqueta. Fue la edición número 29 de este torneo. Se celebró entre el 13 de noviembre y el 20 de noviembre de 2000. 

## Campeones

### Individuales masculinos
Marat Safin vence a  Mark Philippoussis 3–6, 7–6 (9–7), 6–4, 3–6, 7–6 (10–8).

### Dobles masculinos
Nicklas Kulti /  Max Mirnyi vencen a  Daniel Nestor /  Paul Haarhuis, 6-4 7-5
| Predecesor: París 1999 | Masters de París 2000 | Sucesor: París 2001 |